# Léonard Kweuke
Léonard Kweuke (Yaoundé, 12 de julho de 1987) é um futebolista profissional camaronês que atua como atacante.

## Carreira
Léonard Kweuke representou o elenco da Seleção Camaronesa de Futebol no Campeonato Africano das Nações de 2015.